# Martin Haring
Pour les articles homonymes, voir Haring.
Martin Haring, né le 24 décembre 1986 à Zvolen, est un coureur cycliste slovaque. Il se spécialise dans le cross-country et le cyclo-cross.

## Biographie
En 2020, il est sélectionné pour représenter son pays aux championnats d'Europe de cyclisme sur route organisés à Plouay dans le Morbihan.

## Palmarès en cyclo-cross
- 2007-2008
  - 2e du championnat de Slovaquie de cyclo-cross espoirs
- 2011-2012
  - 2e du championnat de Slovaquie de cyclo-cross
- 2012-2013
  -  Champion de Slovaquie de cyclo-cross
- 2013-2014
  -  Champion de Slovaquie de cyclo-cross
  - Cyclo-cross International Podbrezová, Podbrezová
  - Cyclo-cross de Ternitz
- 2014-2015
  -  Champion de Slovaquie de cyclo-cross
  - CX Marikovská Dolina, Udica-Prostné
- 2015-2016
  -  Champion de Slovaquie de cyclo-cross
  - Int. Radquerfeldein GP Lambach/Stadl-Paura, Stadl-Paura
- 2016-2017
  -  Champion de Slovaquie de cyclo-cross
- 2017-2018
  -  Champion de Slovaquie de cyclo-cross
  - Tage des Querfeldeinsports, Ternitz
  - GP Dolná Krupa, Dolná Krupá
  - GP Trnava, Trnava
  - GP Košice, Košice
- 2018-2019
  - 3e du championnat de Slovaquie de cyclo-cross
- 2019-2020
  - 2e du championnat de Slovaquie de cyclo-cross
- 2021-2022
  - 3e du championnat de Slovaquie de cyclo-cross
- 2022-2023
  -  Champion de Slovaquie de cyclo-cross

## Palmarès en VTT
| - 2010 - 2e du championnat de Slovaquie de cross-country - 2011 - Himalaya Mountainbike Cycle Race : - Classement général - 1re, 2e et 3e étapes - 3e du championnat de Slovaquie de cross-country - 2012 - 2e du championnat de Slovaquie de cross-country - 2013 - Champion de Slovaquie de cross-country marathon - 2e du championnat de Slovaquie de cross-country - 2014 - Champion de Slovaquie de cross-country marathon - 2e du championnat de Slovaquie de cross-country | - 2017 - Champion de Slovaquie de cross-country - Champion de Slovaquie de cross-country marathon - 2018 - Champion de Slovaquie de cross-country - 2019 - Champion de Slovaquie de cross-country - 2020 - Champion de Slovaquie de cross-country - Champion de Slovaquie de cross-country marathon - 2021 - Champion de Slovaquie de cross-country - 2022 - Champion de Slovaquie de cross-country short track - 2e du championnat de Slovaquie de cross-country |

## Palmarès sur route

### Par années
| - 2012 - 3e étape du Sibiu Cycling Tour - Classique de Cachtice - 2013 - Classique de Krupina - 2018 - 4e étape du Tour du Cameroun - 2e du Tour du Cameroun - 3e du championnat de Slovaquie du contre-la-montre | - 2020 - Tour de Serbie - 2e du championnat de Slovaquie du contre-la-montre |

### Classements mondiaux
| Année                                 | 2007  | 2008 | 2009 | 2010 | 2011 | 2012 | 2013 | 2014 | 2015 | 2016  | 2017  | 2018  | 2019  | 2020 | 2021  | 2022  |
| ------------------------------------- | ----- | ---- | ---- | ---- | ---- | ---- | ---- | ---- | ---- | ----- | ----- | ----- | ----- | ---- | ----- | ----- |
| Classement mondial                    |       |      |      |      |      |      |      |      |      | 1651e | 1191e | 1125e | 1843e | 302e | 1422e | 2288e |
| UCI Europe Tour                       | 1108e | nc   | nc   | nc   | nc   | 903e | nc   | nc   | nc   | 1102e | 1071e | 1183e | 1212e | 250e | 1012e | 1436e |
| UCI Africa Tour                       | nc    | nc   | 71e  | 163e | nc   | nc   | nc   | nc   | 178e | nc    | 115e  | 83e   |       |      |       |       |
|                                       |       |      |      |      |      |      |      |      |      |       |       |       |       |      |       |       |
| Légende : nc = non classéSource : UCI |       |      |      |      |      |      |      |      |      |       |       |       |       |      |       |       |